# Дурман
Дурма́н (лат. Datúra) — род растений семейства Паслёновые (Solanaceae). Крупные травы, редко древовидные растения. Все виды дурмана — ядовитые растения, из всех частей наиболее токсичны цветки и семена. Рудеральное растение.

## Название
Научное название рода (лат. Datura) происходит от санскр. धतूरा (dhatūrā) или араб. tatura от tat — колоть.

## Ботаническое описание
Однолетнее травянистое растение высотой 0,5—1 м.
Стебель голый, прямостоячий, тройчатовильчатоветвистый.
Листья очерёдные, длинночерешковые, яйцевидно-заострённые, неравномерно глубоковыемчатолопастные, длиной до 15 см, шириной до 10 см, голые, сверху тёмно-зелёного цвета, снизу немного светлее. Главная жилка и боковые жилки первого порядка беловатые, сильно выступающие снизу.
Цветки одиночные, крупные, в развилках стебля. Венчик белый, воронковидный. Чашечка длиннотрубчатая, пятигранная, пятизубчатая. Завязь двугнёздная, причём гнёзда нередко ещё разделены, каждое на два полугнезда.
Плод — крупная яйцевидная, в основном четырёхгнёздная коробочка, усаженная многочисленными шипами, совершенно высыхающая при созревании или мясистая, распадающаяся на 4 створки, или же и вовсе не раскрывающаяся.

## Химический состав
Всё растение содержит алкалоиды тропанового ряда, главным образом гиосциамин, а также атропин и скополамин: среднее содержание суммы алкалоидов в стеблях 0,15 %, в корнях — 0,26 %, в семенах — 0,22 %.

## Хозяйственное значение и использование

### В медицине
Как галлюциногенное растение дурман использовался в народной медицине и колдовских обрядах с давних времён. В связи с сочетанием высокоактивных антихолинергических веществ, которые содержит дурман, он вызывает делирий: полную неспособность различать реальность и фантазии, гипертермию, тахикардию; странное и, возможно, агрессивное поведение, тяжёлую форму мидриаза с последующей болезненной светобоязнью, которая может длиться несколько дней. Также часто возникает амнезия.
Некоторые виды сегодня используются как лекарственные растения в фармакологии, а также в народной медицине.
Недозрелые плоды и семена дурмана индейского (Datura inoxia) содержат скополамин, их используют для получения скополамина гидробромида.
Листья дурмана обыкновенного используются как источник гиосциамина.
В виде таблеток комплексные препараты алкалоидов применялись в средствах от укачивания (Аэрон).
Настойки применяются для растираний при ревматизме и радикулите.
Масляный экстракт дурмана используется как природный эпилятор, навсегда очищая кожу от нежелательных волос на лице и теле. Замедляет рост волос, при длительном использовании разрушает волосяные фолликулы (данная информация не подтверждена ни одним источником, кроме ссылки на сомнительные pdf страницы).
Некоторое время использовался для изготовления противоастматических сигарет «астматол». Они содержали в себе порошок из травяного сбора: дурмана, красавки, белены и нитрата натрия.

### Религия и оккультизм
Галлюциногенные способности дурмана были замечены ещё в древности. В частности, ацтеки клали его семена на алтари.
В книге «Разговоры с доном Хуаном» писатель Карлос Кастанеда называет дурман «травой дьявола»:

«Трава дьявола» подобна женщине, и так же, как женщина, она льстит мужчинам. Она ставит им ловушки на каждом повороте. Она поставила её тебе, когда заставила тебя помазать пастой лоб. Она попробует это вновь, и ты, вероятно, поддашься. Я предупреждаю тебя, не делай этого. Не принимай её со страстью. «Трава дьявола» — это только один из путей к секретам человека знания. Есть и другие пути. Но её ловушка в том, чтобы заставить тебя поверить, что её путь — единственный. Я говорю, что бесполезно тратить всю свою жизнь на один-единственный путь, особенно если этот путь не имеет сердца.
— 

### В декоративном садоводстве
Как декоративное растение в садоводстве используют разные виды дурмана.
Дурманы легко размножаются семенами, которые лучше высевать весной, а также черенкованием. Верхушечные и стеблевые черенки легко укореняются в воде, затем их переводят в лёгкий влажный грунт, под прозрачное покрытие, обеспечивающее необходимую влажность воздуха.

## Дурман в художественной литературе
- В романе Рю Мураками «Дети из камеры хранения» дурман и препараты из него являются одной из главных точек повествования.
- Стихотворение И. А. Бунина «Дурман»
- В романе Карлоса Кастанеды «Учение дона Хуана: Путь знания индейцев яки» дурман — одно из неоднократно упоминаемых наркотических растений.
- В романе Хантера Томпсона «Страх и отвращение в Лас-Вегасе» корень дурмана был упомянут в воспоминаниях адвоката.
- В романе-эпопее Михаила Шолохова «Тихий Дон» с дурманом (здесь — дурнопьян) сравнивается любовь жалмерки Аксиньи: «дурнопьяном придорожным цветет поздняя бабья любовь[8]»

## В астрономии
В честь дурмана назван астероид (1270) Датура, открытый 17 декабря 1930 года бельгийско-американским астрономом Жоржем ван Бисбруком в Йеркской обсерватории Чикагского университета в Уильямс-Бэй (штат Висконсин, США).

## Классификация
Исторические сведения
Существует две версии происхождения растений этого рода<ref name=autogenerated1>. По одной из них родиной дурмана являются Мексика и Центральная Америка, откуда он был завезён в Европу вместе с другими паслёновыми. По другой версии, дурман распространился из прикаспийских степей, попав в Европу в Средние века вместе с цыганами.

### Таксономия
Datura L., 1753, Sp. Pl. 1: 179
В соответствии с современной системой классификации APG IV по состоянию на июнь 2024 года род Дурман относится к трибе Дурмановые (Datureae) подсемейства Паслёновые (Solanoideae) семейства Паслёновые (Solanaceae) порядка Паслёноцветные (Solanales), последовательно входящего в клады Ламииды → Астериды → Суперастериды → Эвдикоты → Цветковые растения.
Таксономическая схема в соответствии с Системой APG IV по состоянию на июнь 2024 года:
|  |                          |  |                                   |                                   |                      |  | еще 4 семейства |               |               |                                                             |
|  |                          |  |                                   |                                   |                      |  |                 |               |               | 15 подтвержденных видов и 50 видов, ожидающих подтверждения |
|  |                          |  |                                   | порядок Паслёноцветные            |                      |  |                 |               | род Дурман    |                                                             |
|  |                          |  |                                   | порядок Паслёноцветные            |                      |  |                 |               | род Дурман    |                                                             |
|  | клада Цветковые растения |  |                                   |                                   | семейство Паслёновые |  |                 |               |               |                                                             |
|  | клада Цветковые растения |  |                                   |                                   |                      |  |                 |               |               |                                                             |
|  |                          |  | ещё 63 порядка цветковых растений | ещё 63 порядка цветковых растений |                      |  |                 | еще 100 родов | еще 100 родов |                                                             |
|  |                          |  |                                   | ещё 63 порядка цветковых растений |                      |  |                 |               | еще 100 родов |                                                             |

### Виды
Род включает 15 видов, распространённых в умеренных и степных зонах по всему земному шару.
Ранее к дурманам причислялись растения, которые теперь выделены в отдельный род Бругмансия (Brugmansia Pers.).
Наиболее известные виды
- Datura stramonium L. typus — Дурман обыкновенный
  - syn. Datura stramonium var. tatula (L.) Torr., или Datura tatula L. — Дурман фиолетовый
  - syn. Datura inermis Juss. ex Jacq.
  - syn. Datura chlorantha Hook.
- Datura metel L. — Дурман индийский, крупноцветковый вид, популярный в качестве декоративного и лекарственного растения в некоторых азиатских странах. 
  - syn. Datura fastuosa L.Дурман индийский
- Datura inoxia Mill. — Дурман индейский, или Дурман безвредный
- Datura ceratocaula Ortega

Другие виды
- Datura bernhardii C.E.Lundstr.
- Datura discolor Bernh.
  - syn. Datura meteloides DC. ex Dunal
- Datura ferox L.
- Datura kymatocarpa A.S.Barclay
- Datura lanosa A.S.Barclay ex Bye
- Datura leichhardtii F.Muell. ex Benth.
  - syn. Datura pruinosa Greenm.
- Datura quercifolia Kunth
- Datura reburra A.S.Barclay
  - Brugmansia sanguinea (Ruiz et Pav.) D.Don
- Datura wrightii Regel

Ранее относимый к дурману вид Datura sanguinea Ruiz & Pav. (Дурман кроваво-красный) теперь помещают в род Бругмансия под названием Brugmansia sanguinea D.Don, 1834.